# 新関八洲太郎
新関 八洲太郎（にいぜき やすたろう、1897年（明治30年）4月2日 - 1978年5月30日）は、埼玉県浦和市出身の実業家で、元三井物産社長・会長。

## 略歴
- 1897年（明治30年） 埼玉県庁職員の子として、埼玉県浦和市（現・さいたま市）に生まれる。
- 埼玉県師範学校附属小学校、津久戸小学校を経て吉井小学校卒業。
- 富岡中学校を経て錦城中学校卒業。
- 1918年（大正7年）3月、東京高等商業学校（のちの一橋大学）卒業。クラスメートに大屋晋三、三杯一太郎らがいた。
- 1918年（大正7年）4月、山下汽船入社。
- 1919年（大正8年）3月、三井物産入社。マルセイユ支店に赴任。
- 1920年（大正9年）11月、ハンブルク支店に赴任。
- 1923年（大正12年）10月、日本に帰国。会計課、営業部長秘書、営業部輸入雑貨掛、レーヨン掛に勤務。
- 1936年（昭和11年）平壌派出員。
- 1939年（昭和14年）メルボルンに赴任。
- 1941年（昭和16年）バンコク支店長。
- 1942年（昭和17年）バタビア支店長。東條英機首相が現地視察した際、「在留邦人代表新関八洲太郎であります。」と述べる。
- 1943年（昭和18年）奉天支店長。
- 1945年（昭和20年）8月19日、ソ連軍が侵入し、その後、中国共産党軍、国民党軍の支配下に置かれた。
- 1946年（昭和21年）8月15日、新京を発ち博多に帰国。
- 1947年（昭和22年）3月、三井物産の重役が全員パージになり、常務取締役に就任。
- 1947年（昭和22年）10月、財閥解体により、第一物産社長に就任。
- 1956年（昭和31年）松永安左エ門の私的シンクタンク産業計画会議委員に就任。
- 1959年（昭和34年）三井物産社長に就任。
- 1961年（昭和36年）三井物産会長に就任。
- 1978年（昭和53年）5月30日、81歳にて死去。